# Olaf Janßen
Olaf Janßen (Krefeld, 8 ottobre 1966) è un allenatore di calcio ed ex calciatore tedesco, di ruolo centrocampista, tecnico del Sandhausen.

## Carriera

### Giocatore

#### Club
Janßen gioca per nove anni al Colonia, disputando oltre 200 presenze, successivamente nel 1996 si trasferisce all'Eintracht, dove scende in campo 50 volte. Chiude la carriera in Svizzera, al Bellinzona.

#### Nazionale
Pur non avendo giocato nella nazionale maggiore partecipò ai Giochi olimpici di Seul 1988, dove la Nazionale tedesca occidentale conquistò il bronzo.

### Allenatore
Nel 2006 diviene allenatore del Rot Weiss Essen, rimanendo sulla panchina biancorossa per pochi mesi

## Palmarès

### Giocatore

#### Club
- 2. Fußball-Bundesliga: 1

Eintracht Francoforte: 1997-1998

#### Nazionale
- Bronzo olimpico: 1

Seul 1988